# Kurhan

Schemat kurhanu

Kurhan, in. tumulus (łac. tumulus) – rodzaj mogiły w formie kopca, o kształcie stożkowatym lub zbliżonym do półkulistego, z elementami drewnianymi, drewniano-kamiennymi lub kamiennymi, w którym znajduje się komora grobowa z pochówkiem szkieletowym lub ciałopalnym. Pomieszczenia grobowe, nieraz bardzo rozbudowane, mają zwykle konstrukcję kamienną bądź drewnianą, czasem są kute w litej skale.

## Występowanie
Kurhany występują na obszarach Europy, Azji i Ameryki w epoce neolitu i żelaza (kultura unietycka, trzciniecka, przedłużycka, także w niektórych lokalnych grupach kultury łużyckiej). Rzadziej spotykane były także w kulturach okresu rzymskiego i wczesnośredniowiecznego.

## Przykłady kurhanów

### Polska
- Kopiec Krakusa w Krakowie
- Kurhan w Kiwitach
- Kopiec Wandy w Krakowie

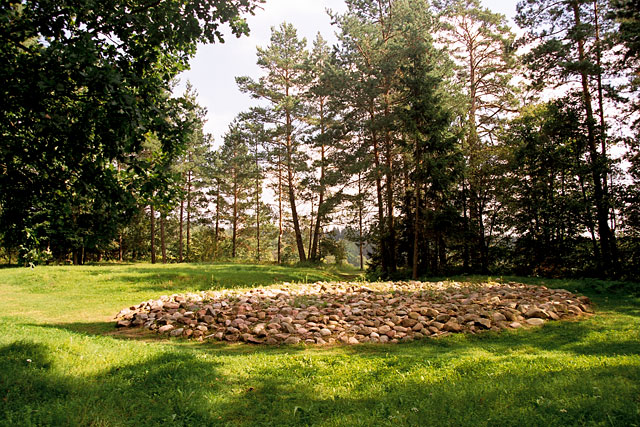
Cmentarzysko kurhanowe w rezerwacie przyrody „Cmentarzysko Jaćwingów” w Suwałkach

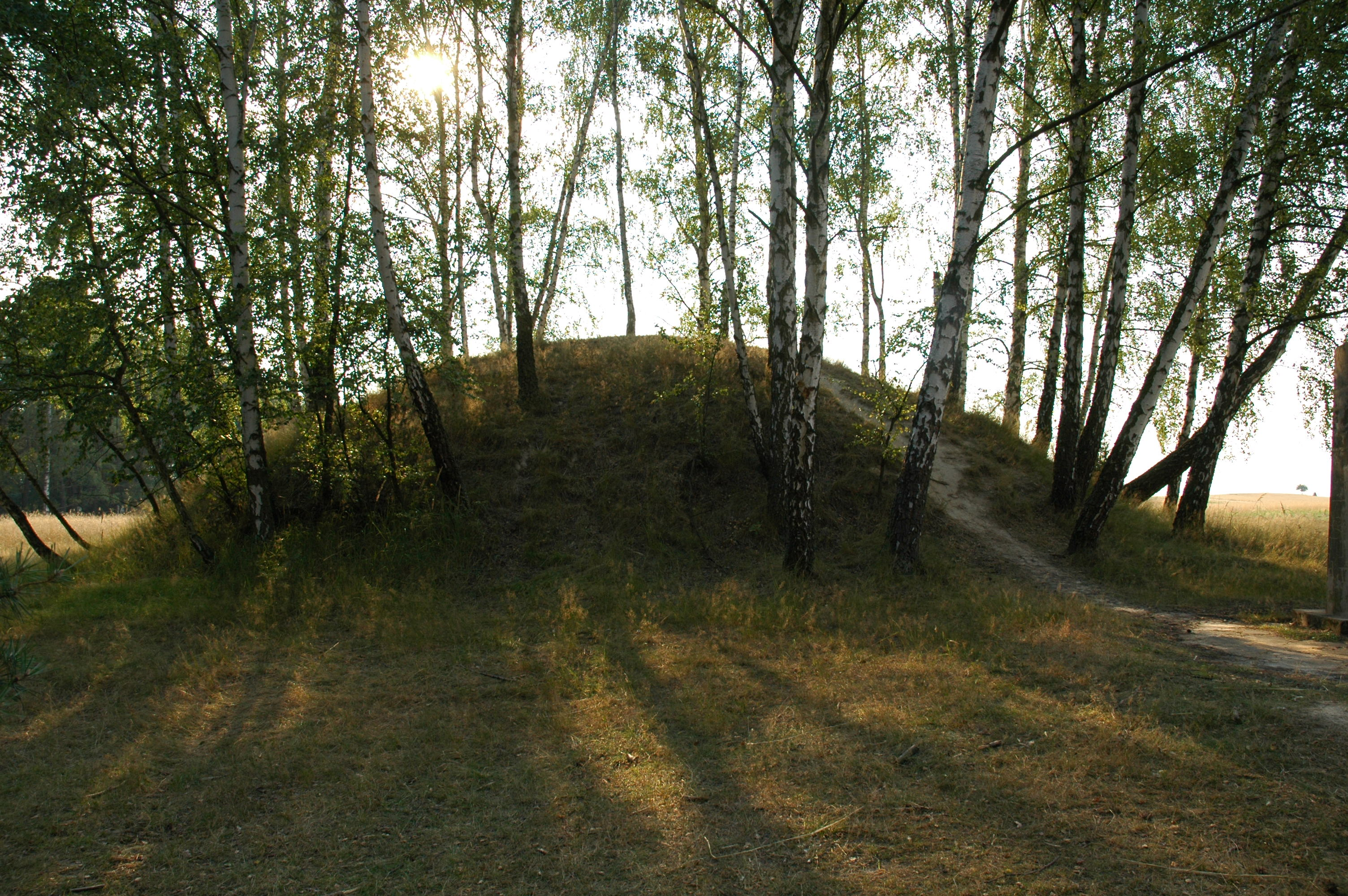
Kurhan I w Przywozie

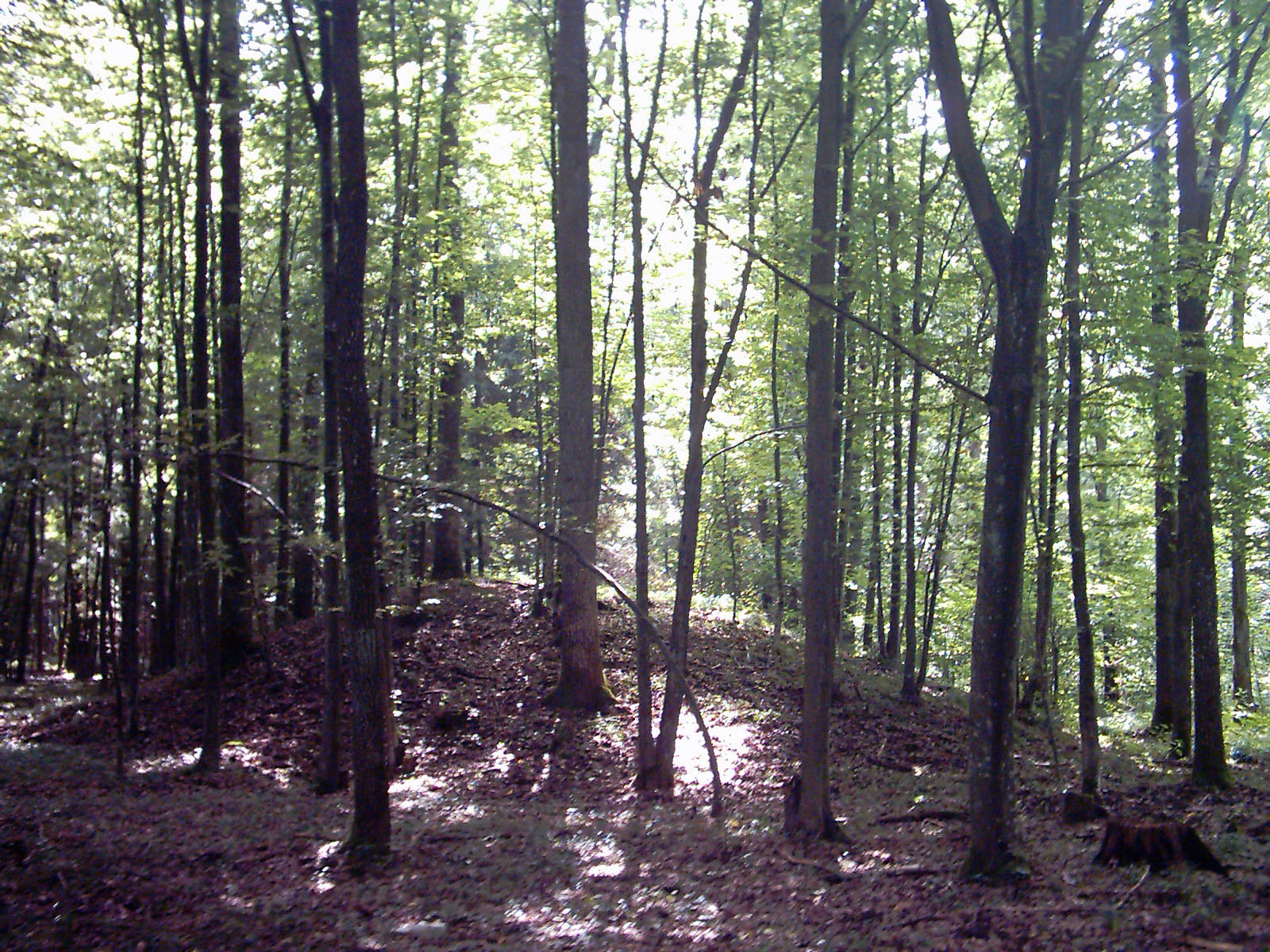
Kurhan-kwadrat 387C, Puszcza Białowieska

- Kopiec Janotów-Bzowskich w Będkowicach k/Krakowa
- Kopiec kurhanowy w Leszczkowie, epoka Brązu
- Stróża-Kolonia (gmina Kraśnik), IX wiek
- Wielkopolskie piramidy w Łękach Małych koło Grodziska Wielkopolskiego – grupa 11 kurhanów z XVII wieku p.n.e.
- Poleski Park Narodowy – kurhany z epoki trzcinieckiej
- Łysa Góra w Sitańcu, okolice Zamościa
- Czarnocin koło Buska-Zdroju
- Miernów koło Buska-Zdroju
- Kopiec Tatarski w Przemyślu
- Czarne na Mazurach
- Szwedzka mogiła – wczesnośredniowieczny kurhan w Rejowcu Fabrycznym
- Grodzisko w Wysokiem Mazowieckiem
- Białogórze, między Zgorzelcem a Lubaniem – 200 mogił oraz grodzisko słowiańskie
- Rezerwat Przyrodniczo-Archeologiczny „Grodzisko Runowo”
- Widawa (powiat łaski) – kurhan z okresu II–IV w.
- Cmentarzysko Jaćwingów w okolicach Suwałk
- Lubiatowo – kurhany w pobliżu leśniczówki Szklana Huta.
- Wzgórze Wisielców w Wolinie
- Kurhan karniowicki w Karniowicach
- Kościeniewicze (powiat bialski), (województwo lubelskie)
- Kurhany w Bierówce koło Jasła
- Szczeglińskie kurhany (w okolicach Szczeglina w woj. zachodniopomorskim)
- Puszcza Białowieska – Rezerwat krajobrazowy im. prof. Władysława Szafera (kwadrat 387 C)
- Rostołty w woj. podlaskim, kurhan kultury wielbarskiej
- Kuraszewo w woj. podlaskim, kurhan kultury wielbarskiej
- Wola Grójecka w woj. świętokrzyskim, gmina Ćmielów – kurhan z okresu neolitu, ok. 2 m wysokości
- Cmentarzysko w Węsiorach w woj. pomorskim
- Kurhany na terenie Leśnictwa Przewóz i Uniradze (w pobliży Stężycy) – kurhany będące częścią dużego cmentarzyska (szacowane na ok. 3500 kurhanów). Znajdują się na obszarze ok. 6 km² położonym wzdłuż Jeziora Raduńskiego Górnego (na wschód). Kurhany są wstępnie datowane na okres od 1000 p.n.e. do 1100 n.e., czyli od epoki brązu do średniowiecza[3].
- Lewino w powiecie wejherowskim
- Przywóz w powiecie wieluńskim – 2 kurhany kultury przeworskiej
- Niedary w powiecie trzebnickim
- Krężnica Jara w województwie lubelskim
- Kurhan w Mieroszynie
- 4 kurhany w Cieszacinie Wielkim w województwie podkarpackim[4].

### Wielka Brytania

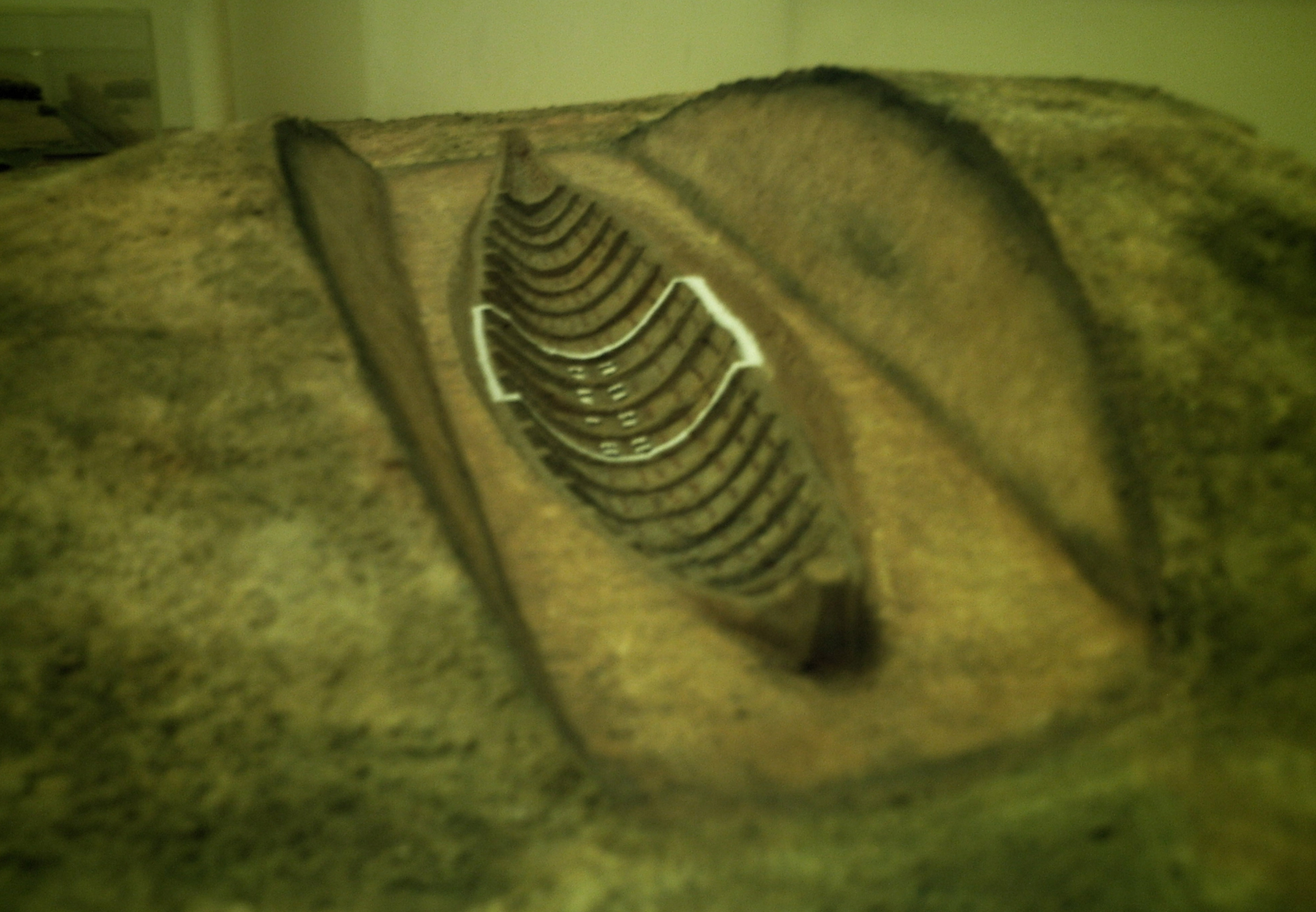
Model kurhanu Sutton Hoo

- Sutton Hoo – kurhan króla Anglii Wschodniej Raedwalda z VII w.

### Europejska część Rosji i Ukraina
- Królewskie kurhany scytyjskie: Towsta Mohyła, Sołocha, Gajmanowa Mogiła, Czertomłyk, Melitopolski oraz Kelermeskie i Uljapskie na Kubaniu.
- Kurhany bosporańskie: Kul-Oba, Bolszaja Bliznica.
- Wielki Ipatowski koło Stawropola – ok. III tys. p.n.e.
- Numer 4, Kutuluk koło Samary w Rosji, XXIV wiek p.n.e.
- Ryżanówka, około 150 km na południe od Kijowa, III wiek p.n.e.

### Syberia i Azja Środkowa
- Pazyryk – zespół 5 wielkich kurhanów z pochówkami wodzów plemion scyto-sackich, VI–V wiek p.n.e.
- Noin Uła – nekropola wielmożów Xiongnu, I wiek p.n.e./I wiek.
- Issyk w Kazachstanie w kompleksie sackiej nekropoli królewskiej z VI–III wieku p.n.e.
- Cmentarzysko kurhanowe Berel w dolinie rzeki Buktyrmy w Kazachstanie – III wiek p.n.e. z najsłynniejszym kurhanem nr 11

### Państwa bałkańskie

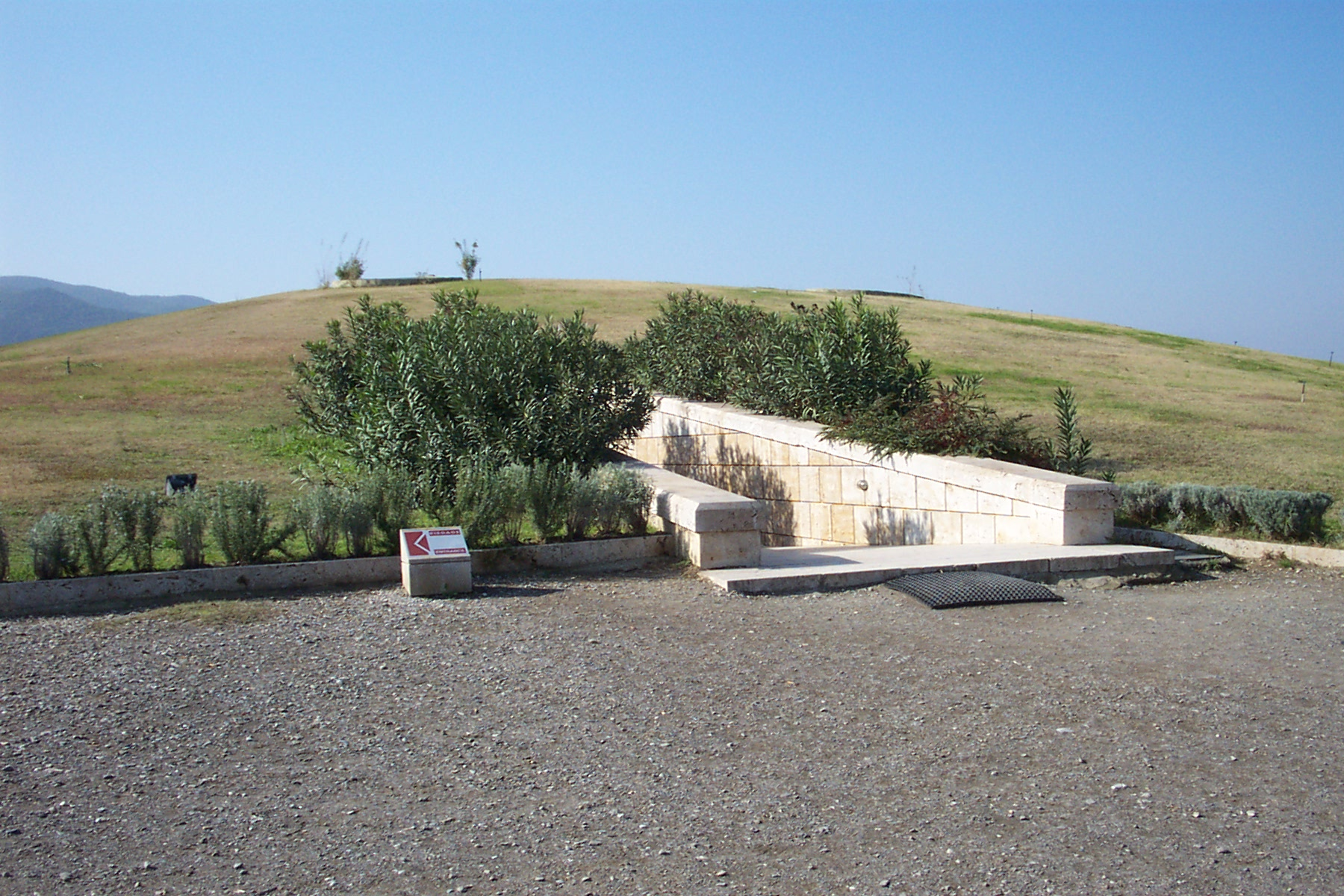
Wielki Kurhan w Werginie, Grecja

Tereny obecnej Bułgarii, Rumunii, Grecji, Serbii i europejskiej części Turcji (na obszarze dawnej Tracji, Dacji i Mezji)
- Kurhan Aleksandrowski, ok. IV wiek p.n.e. – w grobowcu zachowały się freski ze sceną polowania na dzika.
- grobowiec z Kazanłyku w środkowej Bułgarii.
- Wielki Kurhan z Werginy w Grecji
- Goljama Kosmatka
- Svetica
- Zlatinica
- Naip i Harekattepe w Tekirdağ

### Szwecja
- Håga koło Uppsali, X wiek p.n.e.

### Bliski Wschód
- Nemrut Dağı, w kommageńskim kompleksie świątynno-sepulkralnym w południowo-wschodniej Turcji, I wiek p.n.e.
- Karakuş - kurhan w pobliżu Nemrut Dağı

### Japonia
- Wielki Kurhan cesarza Nintoku na wyspie Honsiu